# El Pego
El Pego település Spanyolországban,  Zamora tartományban. El Pego La Bóveda de Toro, Guarrate, Venialbo, Toro és Villabuena del Puente községekkel határos. Lakosainak száma 284 fő (2024).

## Népesség
A település népessége az utóbbi években az alábbiak szerint változott:
| Lakosok száma | 443  | 413  | 380  | 364  | 348  | 321  | 305  | 296  | 290  | 284  |
|               | 2001 | 2004 | 2007 | 2009 | 2012 | 2014 | 2017 | 2019 | 2022 | 2024 |